# Juan Figallo
Juan Guillermo Figallo (Salta, 25 de marzo de 1988) es un exjugador argentino de rugby que se desempeñó como pilar. Fue parte de la Selección nacional.

## Biografía
Nacido en la capital de la Provincia de Salta, se formó deportivamente en el Jockey Club de su ciudad desde su infancia, llegando al rugby por su padre, quien fue un destacado dirigente de la Unión de Rugby de Salta.
En 2014, se casó con Trinidad Figueroa. En 2016 tuvieron su primer hijo, Baltazar, en 2018 nació su segunda hija, Francisca.En septiembre de 2022 junto a su mujer recibieron a su tercer hijo Benjamín.

## Carrera
Debutó en la primera del Jockey Club de Salta a los 19 años y fue convocado a los Mayuatos para disputar el Campeonato Argentino, lo que lo llevó a Argentina XV y más tarde a la Selección argentina.

### Montpellier Hérault
En 2009 se convirtió en profesional tras ser contratado por el Montpellier Hérault Rugby Club, equipo del Top 14 francés. En febrero de 2013 sufrió una grave lesión en la vértebra cervical a la que se sumó, en octubre del mismo año; otra que sufrió durante el campeonato de la temporada 2014, torneo en el que había participado tras su recuperación. Este doble incidente no solo hizo que se perdiera toda la temporada del campeonato francés, sino que también le obligó a poner fin a su contrato con el Montpellier; aún vigente por dos años, debido a una prohibición de la LNR de salir al campo con lesiones de la gravedad de las sufridas.

### Saracens
En mayo de 2014 firmó un contrato con los Saracens, siendo un motivo que en Inglaterra existen menores restricciones de la RFU sobre las lesiones de cuello. En su primer año ganó tanto la Premiership como la Anglo-Welsh Cup. Durante su carrera en el club inglés ganó el campeonato en dos ocasiones más, además de convertirse en campeón de Europa con la doble victoria consecutiva de la European Rugby Champions Cup en las temporadas 2015-16 y 2016-17.
En marzo de 2018 se anunció la extensión de su contrato hasta 2021. No obstante, el 6 de noviembre de 2020 anunció su retiro por recomendación médica luego de sufrir un golpe en la cabeza durante la Copa Mundial de 2019, del cual no pudo recuperarse.

## Selección nacional
Santiago Phelan lo convocó a la selección mayor en junio de 2010 para enfrentar a Les Bleus, convirtiéndose en el nuevo primera línea del noroeste argentino que llega desde Omar Hasan. Rápidamente adquirió regularidad en el equipo y con el nuevo The Rugby Championship que incluyó a Argentina, jugó las ediciones de 2012 y 2013.
Una serie de lesiones lo alejaron del seleccionado, regresó para dos partidos en 2015 y finalmente para The Rugby Championship 2018, iniciando como titular ante los Springboks.
Se retiró de la Selección luego de disputar la Copa Mundial de Rugby de 2019. En total jugó 25 partidos y marcó un try.

### Participaciones en Copas del Mundo
En Nueva Zelanda 2011 fue titular indiscutido y marcó un try ante Rumania en fase de grupos.
Daniel Hourcade lo convocó de emergencia a Inglaterra 2015, en reemplazo del lesionado Nahuel Tetaz Chaparro y para los partidos de la fase final. Ingresó en sustitución de Ramiro Herrera por las semifinales ante los Wallabies y como titular frente a los Springboks por el tercer puesto.
| Mundial                       | Sede          | Resultado        | PJ | Tries |
| ----------------------------- | ------------- | ---------------- | -- | ----- |
| Copa Mundial de Rugby de 2011 | Nueva Zelanda | Cuartos de final | 5  | 1     |
| Copa Mundial de Rugby de 2015 | Inglaterra    | Cuarto puesto    | 2  | 0     |
| Copa Mundial de Rugby de 2019 | Japón         | Fase de grupos   | 3  | 0     |

## Palmarés
- Campeón de la Copa de Campeones de 2015–16, 2016–17 y 2018–19.
- Campeón de la Premiership Rugby de 2014–15, 2015–16, 2017–18 y 2018–19.
- Campeón de la Anglo-Welsh Cup de 2014–15.